# Pascal Tsaty Mabiala
Pour les articles homonymes, voir Mabiala (homonymie).
Pascal Tsaty Mabiala est un homme politique congolais né le 28 novembre 1948 à Loudima (Bouenza). Député de Loudima depuis 1992, il est le premier secrétaire de l'Union panafricaine pour la démocratie sociale (UPADS), un parti d'opposition. En décembre 2017, il est nommé chef de file de l'opposition congolaise par le Conseil des ministres.
Il fut également ministre de la Défense sous la présidence de Pascal Lissouba, et candidat à l'élection présidentielle de 2016, où il n'a récolté que 4,40 % des voix. 

## Biographie

### Jeunesse et études
Pascal Tsaty Mabiala naît le 28 novembre 1948 à Loudima, dans le département de la Bouenza. Il étudie à l'Université de Brazzaville, où il obtient en 1975 une licence d'histoire. De 1975 à 1977, il est enseignant dans un lycée technique. Il est ensuite embauché au sein de l'administration du Ministère de l'Éducation nationale, devenant successivement attaché à l'Institut national de recherche et d'action pédagogiques (INRAP), chef de service de la réforme de l'enseignement, puis conseiller du Premier ministre Ange Édouard Poungui.

### Carrière politique
Membre fondateur de l'Union panafricaine pour la démocratie sociale (UPADS), Pascal Tsaty Mabiala est élu député du district de Loudima en 1992, poste qu'il occupe sans interruption depuis. 
Lorsque la guerre civile de 1997 éclate, il est nommé ministre de la Défense dans le dernier gouvernement de Pascal Lissouba,.
En 2015, à l'occasion du référendum constitutionnel, il se prononce contre la nouvelle constitution, s'opposant notamment à une disposition permettant au président Denis Sassou-Nguesso de se représenter pour un troisième mandat consécutif. Il encourage alors les Congolais à la désobéissance civile pour empêcher, ou du moins perturber, le déroulement de ce référendum. 
En 2016, il participe à l'élection présidentielle sous les couleurs de l'UPADS (qui avait boycotté les deux précédentes élections). Il ne finit cependant que 4e sur neuf candidats, récoltant 4,40 % des suffrages.
En décembre 2017, grâce à sa position de premier secrétaire de l'UPADS, parti d'opposition ayant récolté le plus grand nombre d'élus aux élections législatives, il est nommé chef de file de l'opposition congolaise par le Conseil des ministres. Ce nouveau statut, prévu par la Constitution de 2015, lui assure en théorie quelques droits et privilèges. Pascal Tsaty Mabiala déclare alors vouloir tirer les leçons de l'élection de 2016 et rassembler l'opposition autour d'un projet fédérateur. Ce nouveau statut contribue cependant à l'isoler au sein de son camp : les autres factions de l'opposition ne reconnaissent pas son leadership, et il est accusé d'être trop conciliant vis-à-vis du pouvoir.

## Controverse
En septembre 2019, un enregistrement audio est publié sur les réseaux sociaux où l'on entend Inès Nefer Ingani, ministre de la Promotion de la Femme, déclarer à un cadre du Parti congolais du travail (parti au pouvoir) que Pascal Tsaty Mabiala aurait reçu une importante somme d'argent de la part des services de la Présidence pour « tenir des propos outrageux » contre Denis Christel Sassou Nguesso, député d'Oyo et fils du président. Pascal Tsaty Mabiala annonce alors son intention de porter plainte pour diffamation contre la ministre, tandis que l'UPADS demande la démission de cette dernière,. Le 17 septembre, la ministre est démise de ses fonctions par décret présidentiel.